# Salaria pavo

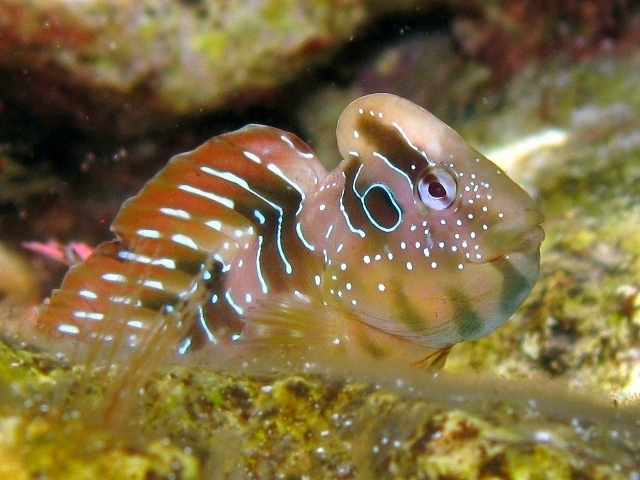
Testa di un maschio

Salaria pavo, comunemente conosciuta come bavosa pavone,  è un pesce d'acqua salata e salmastra appartenente alla famiglia Blenniidae.

## Distribuzione e habitat
Questa specie è diffusa nell'Oceano Atlantico orientale (dal Golfo di Guascogna al Marocco) e nel Mar Mediterraneo, nel Mar Nero nonché nel Canale di Suez. Abita le acque intorno agli scogli e le pietre di zone ricche di sedimento, dalla superficie fino a circa 7 metri di profondità. Sopporta senza fastidi acque inquinate come quelle dei porti. Animale bentonico, è talvolta riscontrabile la sua presenza fuori dalla superficie dell'acqua grazie al particolare muco che ne evita la disidratazione per brevi periodi. È una specie eurialina e può vivere anche in acque salmastre, al contrario della maggior parte dei Blenniidae.

## Descrizione
Presenta un corpo allungato, piuttosto compresso ai fianchi, con capo dalla fronte alta, che nel maschio forma una vistosa gibbosità sulla testa. Ha un corto tentacolo sopra ogni occhio, difficilmente visibile. Le pinne sono robuste e arrotondate, la pinna dorsale è lunga. La livrea presenta un fondo verde-giallastro, con larghe fasce più scure. Linee verticali e punti di un intenso blu elettrico percorrono tutto il corpo. Dietro l’occhio si trova un ocello scuro bordato di blu. Durante il periodo di riproduzione, il maschio assume tonalità giallastre o arancioni. Può raggiungere una lunghezza di 15 cm.

## Riproduzione
Il periodo riproduttivo avviene tra maggio e luglio.
La femmina depone uova di forma ovale, lunghe circa 1 mm da cui, dopo una settimana di incubazione in cui vengono sorvegliate dal padre, escono larve lunghe 4 mm.

## Alimentazione
Si nutre di anellidi e crostacei.

## Pesca
Abbocca voracemente alle esche di qualsiasi tipo ma le sue carni non sono affatto apprezzate nemmeno per le fritture per cui di solito viene rigettata in acqua.

## Acquariofilia
Rappresenta, sia per la bellezza che per le modeste esigenze in fatto di qualità dell'acqua, uno dei più comuni ed apprezzati ospiti degli acquari mediterranei.